# Ribeira de Ana Loura
A Ribeira de Ana Loura é uma pequena ribeira que nasce a cerca de 1,5 km a sudeste do lugar de Mamporcão (freguesia de Santa Maria, Município de Estremoz). Banha as aldeias de São Domingos de Ana Loura e São Bento de Ana Loura, no Município de Estremoz sendo cortada pela Barragem de Veiros junto à povoação com o mesmo nome.